# Plagiòclasi

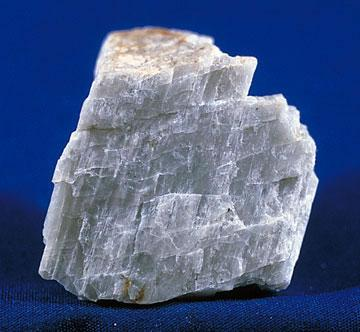
Plagiòclasi

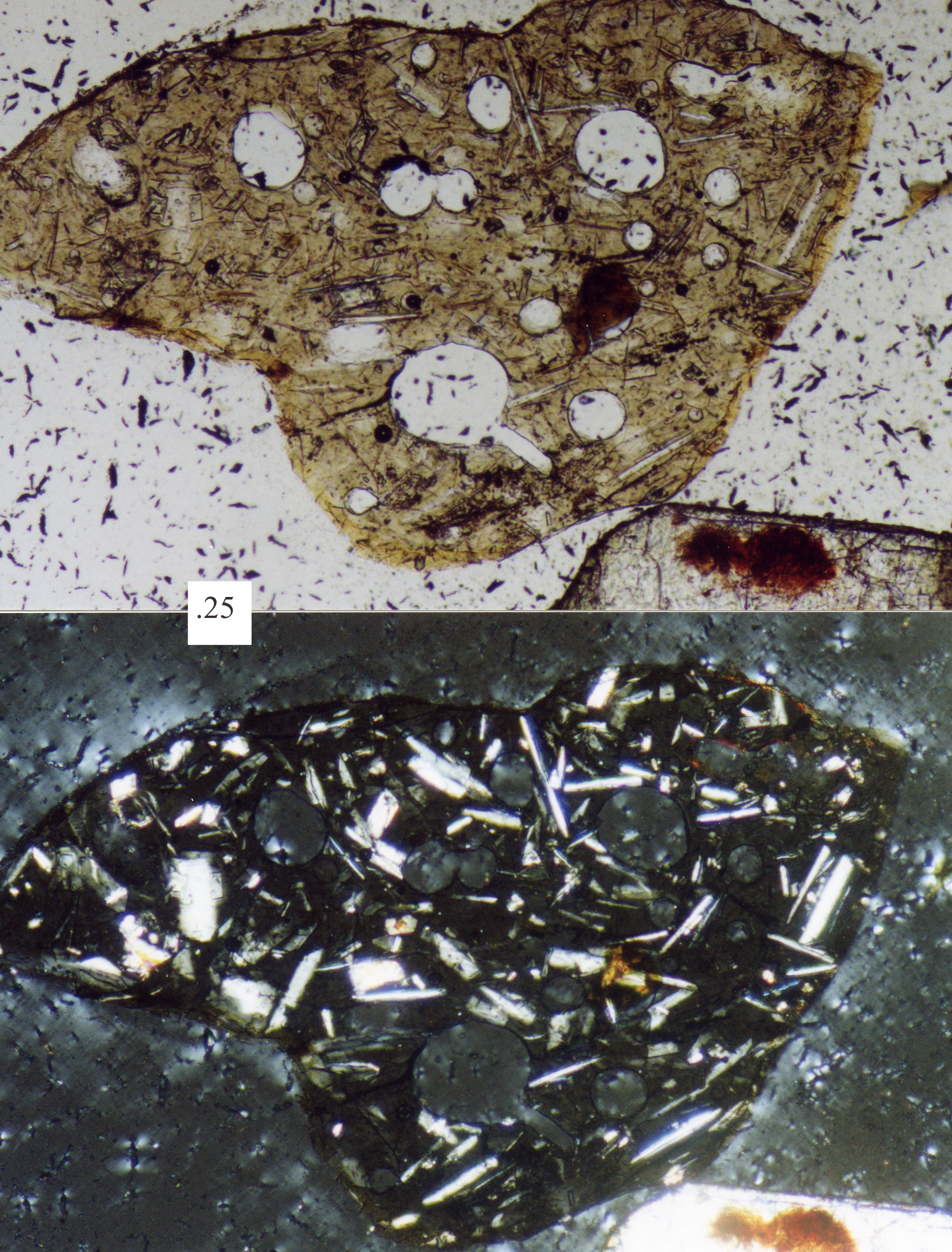
En roques volcàniques, la plagiòclasi pot mostrar una estructura microlítica.

Plagiòclasi és una important sèrie de minerals silicats (tectosilicats) dins la família dels feldespats. En lloc de referir-se a un mineral particular amb una composició química específica, la plagiòclasi és una sèrie de solució sòlida més pròpiament anomenada com sèrie feldespat plagiòclasi (del grec: "fractura obliqua", en referència als angles d'escissió). La sèrie va des de l'albita a l'anortita (amb les composicions respectives NaAlSi₃O₈ a CaAl₂Si₂O₈), on els àtoms de sodi i calci poden ser substituïts un per l'altre en l'estructura cristal·logràfica.
La plagiòclasi és un constituent principal de l'escorça terrestre i, per tant, és una eina en petrologia per identificar la composició, origen i evolució de les roques ígnies. També és un constituent principal de les roques en els altiplans de la Lluna.